# RV Nuliajuk
Le RV Nuliajuk est le navire de recherche polyvalent qui appartient au gouvernement du Nunavut, territoire fédéral du Nord du Canada. Il porte le nom de la déesse inuits Netsilik Nuliajuk (en).
Il est exploité pour soutenir la conservation scientifique et le développement durable des pêches du Nunavut. Le Nuliajuk fournit des informations sur l'habitat marin pour l'omble, le turbot, les palourdes, les bulots et les crevettes, les risques géographiques, les profondeurs, les marées, les courants, les mouillages sécurisés et les passages sûrs pour les navires côtiers. Il effectue des recherches sur les eaux côtières arctiques et la région de Kivalliq. Les activités de recherche menées à bord offrent des possibilités de formation et d'emploi en matière de pêche et de recherche.

### Note et référence
- (en) Cet article est partiellement ou en totalité issu de l’article de Wikipédia en anglais intitulé « MV Nuliajuk » (voir la liste des auteurs).